# 182-183街車站
182-183街車站（英語：182nd–183rd Streets station）是紐約地鐵IND匯集線是一個慢車地鐵站，設置D線（任何時候停站（繁忙時段除外））及B線（僅繁忙時段停站）列車服務。

## 車站結構
| G      | 街道層   | 出入口                                                                           |
| 夾層   | 夾層     | 閘機、車站詢問處、Metrocard自動售票機                                            |
| 月台層 | 側式月台 | 側式月台                                                                         |
| 月台層 | 北行慢車 | ← 繁忙時段往貝德福德公園林蔭路 (福德漢姆路) ← 往諾伍德-205街 (福德漢姆路)        |
| 月台層 | 尖峰快車 | ← 黃昏繁忙時段不停靠 ← 早上繁忙時段不停靠 →                                      |
| 月台層 | 南行慢車 | → 繁忙時段往布萊頓海灘 (特雷蒙特大道) → → 往康尼島-斯提威爾大道 (特雷蒙特大道) → |
| 月台層 | 側式月台 |                                                                                  |

此地下車站位於兩個側式月台和三條軌道。

## 外部連結
- nycsubway.org—IND Concourse: 182nd/183rd Street
- Station Reporter — B Train
- Station Reporter — D Train
- The Subway Nut — 182nd–183rd Streets Pictures（页面存档备份，存于）
- 182nd Street entrance from Google Maps Street View（页面存档备份，存于）
- Platforms from Google Maps Street View （页面存档备份，存于）